# Parailia
Parailia is een geslacht van straalvinnige vissen uit de familie van de glasmeervallen (Schilbeidae).

## Soorten
- Parailia congica Boulenger, 1899
- Parailia occidentalis (Pellegrin, 1901)
- Parailia pellucida (Boulenger, 1901)
- Parailia somalensis (Vinciguerra, 1897)
- Parailia spiniserrata Svensson, 1933